# Habia atrimaxillaris
A Habia atrimaxillaris  a madarak osztályának verébalakúak (Passeriformes) rendjébe és a  kardinálispintyfélék (Cardinalidae) családjába tartozó faj.

## Rendszerezése
A fajt Jonathan Dwight és Ludlow Griscom írták le 1924-ben, a Phoenicothraupis nembe Phoenicothraupis atrimaxillaris néven.

## Előfordulása
Costa Rica délnyugati részén honos. Természetes élőhelyei a szubtrópusi vagy trópusi síkvidéki esőerdők és cserjések. Állandó, nem vonuló faj.

## Megjelenése
Testhossza 20 centiméter.

## Életmódja
Elsősorban rovarokkal és valószínűleg más ízeltlábúakkal táplálkozik, de bogyókat is fogyaszt.

## Természetvédelmi helyzete
Az elterjedési területe kicsi, a mezőgazdaság és a fakitermelés miatt még csökken is, egyedszáma 6000-15000 példány közötti és szintén csökken. A Természetvédelmi Világszövetség Vörös listáján veszélyeztetett fajként szerepel.